# تئو آنجلوپولوس
تئودوروس آنجلوپولوس (به یونانی: Θεόδωρος Αγγελόπουλος) (زاده ۲۷ آوریل ۱۹۳۵ – درگذشته ۲۴ ژانویه ۲۰۱۲) کارگردان، فیلم‌نامه‌نویس و تهیه‌کننده یونانی بود. او را شاعر یونانی سینما می نامند.

## زندگی
آنجلوپولوس تحصیلات ابتدایی را در آتن آغاز کرد اما پس مدتی آن را رها کرده و به قصد تحصیل هنر و ادبیات به دانشگاه سوربن فرانسه رفت. پس از مدت کوتاهی مدرسه سینمایی ایدک پاریس را برای ادامه تحصیلات انتخاب کرد. پس از پایان تحصیلات به کشور خود بازگشت و به عنوان یک روزنامه‌نگار و منتقد در یکی از روزنامه‌های یونان مشغول به کار شد. پس از کودتا ممنوع الچاپ شد. او اولین فیلمش را در ۱۹۶۷ ساخت. او در دهه هفتاد به ساخت فیلم‌هایی دربارهٔ یونان مدرن پرداخت.
در زمانه غمناکی به‌سر می‌بریم که چندان مجال امیدواری به آدم نمی‌دهد. معلوم است که حیرانم و گاهی فکر می‌کنم به سال‌های سپری شده، هنگامی که به تغییر باور داشتیم. آن وقت‌ها آسمان در دسترس بود، اما دستمان نرسید ستاره‌ها را بچینیم و بخت از کف‌مان رفت.

## حرفه
آنجلوپولوس به سرعت به سبک و بیان شخصی دست یافت که مؤلفه‌هایی چون کندی، اپیزودیک بودن و ساختار ابهام‌آمیز روایت و نماهای بلند از ویژگی‌های آن بود. نماهای بلندی که بیشتر با وسواس بسیار و پیچیدگی‌های ویژه طراحی شده بود. گام معلق لک‌لک (۱۹۹۱)، نگاه خیره اولیس (۱۹۹۵) و ابدیت و یک روز (۱۹۹۸) از کارهای موفق آنجلوپولوس به‌شمار می‌روند.
وی توسط منتقدان فیلم بریتانیایی درک مالکوم و دیوید تامسون به عنوان یکی از بزرگ‌ترین کارگردان‌های جهان معرفی شد. در ژوئیه ۲۰۰۱ دانشگاه اسکس انگلستان به اگلوپولُس دکترای افتخاری اهدا کرد.

## مرگ
او در روز ۲۴ ژانویه ۲۰۱۲ در حالی که مشغول ساختن آخرین فیلم خود بود، بر اثر تصادف با موتور سیکلت درگذشت.

## فیلم‌شناسی
- بازسازی (۱۹۷۰)
- روزهای ۳۶ (۱۹۷۲)
- بازیگران سیار (۱۹۷۵)
- شکارچیان (۱۹۷۷)
- اسکندر کبیر (۱۹۸۰)
- سفر به سیترا (۱۹۸۴)
- زنبوردار (۱۹۸۶)
- چشم‌اندازی در مه (۱۹۸۸)
- گام معلق لک‌لک (۱۹۹۱)
- نگاه خیره اولیس (۱۹۹۵)
- لومیر و شرکا (۱۹۹۵)
- ابدیت و یک روز (۱۹۹۸)
- علفزار گریان (۲۰۰۴)
- هر کس سینمای خودش (۲۰۰۷)
- غبار زمان (۲۰۰۹)
- دریایی دیگر (۲۰۱۲)

## جوایز
| سال  | جشنواره                        | نامزدی در بخش                         | فیلم            | نتیجه |
| ---- | ------------------------------ | ------------------------------------- | --------------- | ----- |
| ۱۹۶۸ | تسالونیکی                      | بهترین فیلم کوتاه داستانی             | تلویزیونی       | برنده |
| ۱۹۷۰ | تسالونیکی                      | بهترین فیلم هنری یونان                | تجدید ساخت      | برنده |
| ۱۹۷۰ | تسالونیکی                      | بهترین کارگردان فیلم اول یونانی       | تجدید ساخت      | برنده |
| ۱۹۷۰ | تسالونیکی                      | بهترین فیلم                           | تجدید ساخت      | برنده |
| ۱۹۷۱ | برلین                          | فیپرشی-جایزه ویژه                     | تجدید ساخت      | برنده |
| ۱۹۷۱ | جورج سادول                     | بهترین فیلم به نمایش درآمده در فرانسه | تجدید ساخت      | برنده |
| ۱۹۷۱ | ایئر                           | بهترین فیلم خارجی                     | تجدید ساخت      | برنده |
| ۱۹۷۲ | تسالونیکی                      | بهترین کارگردان یونانی                | روزهای ۳۶       | برنده |
| ۱۹۷۳ | برلین                          | فیپرشی-انجمن سینمای جدید              | روزهای ۳۶       | برنده |
| ۱۹۷۵ | کن                             | فیپرشی (بخش جنبی)                     | بازیگران سیار   | برنده |
| ۱۹۷۵ | برلین                          | جایزه بین‌المللی-انجمن سینمای جدید     | بازیگران سیار   | برنده |
| ۱۹۷۵ | تسالونیکی                      | بهترین فیلم یونانی                    | بازیگران سیار   | برنده |
| ۱۹۷۵ | تسالونیکی                      | بهترین کارگردان یونانی                | بازیگران سیار   | برنده |
| ۱۹۷۵ | تسالونیکی                      | بهترین فیلم‌نامه یونانی                | بازیگران سیار   | برنده |
| ۱۹۷۵ | BFI                            | جایزه ساترلند                         | بازیگران سیار   | برنده |
| ۱۹۷۷ | کن                             | نخل طلا                               | شکارچیان        | نامزد |
| ۱۹۷۸ | شیکاگو                         | بهترین فیلم                           | شکارچیان        | برنده |
| ۱۹۸۰ | کینما جونپو-مجله سینمایی ژاپنی | بهترین کارگردانی فیلم خارجی           | بازیگران سیار   | برنده |
| ۱۹۸۰ | آکادمی ژاپن                    | بهترین فیلم خارجی                     | بازیگران سیار   | نامزد |
| ۱۹۸۰ | ونیز                           | فیپرشی                                | اسکندر کبیر     | برنده |
| ۱۹۸۰ | تسالونیکی                      | بهترین فیلم یونانی                    | اسکندر کبیر     | برنده |
| ۱۹۸۰ | تسالونیکی                      | انجمن منتقدان فیلم یونان-بهترین فیلم  | اسکندر کبیر     | برنده |
| ۱۹۸۴ | کن                             | نخل طلا                               | سفر به سیترا    | نامزد |
| ۱۹۸۴ | کن                             | بهترین فیلم‌نامه                       | سفر به سیترا    | برنده |
| ۱۹۸۴ | فیپرشی                         | جایزه بین‌المللی منتقدان               | سفر به سیترا    | برنده |
| ۱۹۸۴ | ریو                            | جایزه منتقدان                         | سفر به سیترا    | برنده |
| ۱۹۸۶ | ونیز                           | شیر طلایی                             | زنبوردار        | نامزد |
| ۱۹۸۸ | ونیز                           | شیر نقره‌ای                            | چشم‌اندازی در مه | برنده |
| ۱۹۸۹ | برلین                          | جایزه بین‌المللی-انجمن سینمای جدید     | چشم‌اندازی در مه | برنده |
| ۱۹۸۹ | EFA                            | جایزه فیلم اروپایی برای بهترین فیلم   | چشم‌اندازی در مه | برنده |
| ۱۹۹۱ | کن                             | نخل طلا                               | گام معلق لک‌لک   | نامزد |
| ۱۹۹۱ | شیکاگو                         | بهترین کارگردانی                      | چشم‌اندازی در مه | برنده |
| ۱۹۹۵ | کن                             | نخل طلا                               | نگاه خیره اولیس | نامزد |
| ۱۹۹۵ | کن                             | جایزه ویژه هیئت داوران                | نگاه خیره اولیس | برنده |
| ۱۹۹۵ | کن                             | جایزه منتقدان                         | نگاه خیره اولیس | برنده |
| ۱۹۹۵ | EFA                            | فیپرشی                                | نگاه خیره اولیس | برنده |
| ۱۹۹۶ | اف اس سی سی                    | بهترین فیلم خارجی                     | نگاه خیره اولیس | برنده |
| ۱۹۹۶ | INSFJ                          | بهترین کارگردان فیلم خارجی            | نگاه خیره اولیس | برنده |
| ۱۹۹۷ | گویا                           | بهترین فیلم اروپایی                   | نگاه خیره اولیس | نامزد |
| ۱۹۹۷ | ماینیچی                        | بهترین فیلم خارجی                     | نگاه خیره اولیس | برنده |
| ۱۹۹۷ | سن جوردی                       | بهترین فیلم خارجی                     | نگاه خیره اولیس | برنده |
| ۱۹۹۷ | توریا                          | بهترین فیلم خارجی                     | نگاه خیره اولیس | برنده |
| ۱۹۹۸ | کن                             | نخل طلا                               | ابدیت و یک روز  | برنده |
| ۱۹۹۸ | کن                             | جایزه جهانی هیئت داوران               | ابدیت و یک روز  | برنده |
| ۱۹۹۸ | سائوپائولو                     | جایزه تماشاگران                       | نگاه خیره اولیس | برنده |
| ۱۹۹۸ | تسالونیکی                      | بهترین فیلم یونانی                    | زنبوردار        | برنده |
| ۱۹۹۸ | تسالونیکی                      | بهترین کارگردان یونانی                | زنبوردار        | برنده |
| ۱۹۹۸ | تسالونیکی                      | بهترین فیلم‌نامه یونانی                | زنبوردار        | برنده |
| ۱۹۹۹ | آرژانتین                       | کرکس نقره‌ای بهترین فیلم خارجی         | نگاه خیره اولیس | برنده |
| ۲۰۰۱ | آرژانتین                       | کرکس نقره‌ای بهترین فیلم خارجی         | ابدیت و یک روز  | برنده |
| ۲۰۰۴ | برلین                          | خرس طلایی                             | علفزار گریان    | نامزد |
| ۲۰۰۴ | EFA                            | بهترین فیلم                           | علفزار گریان    | نامزد |
| ۲۰۰۴ | EFA                            | جایزه تماشاگران                       | علفزار گریان    | نامزد |
| ۲۰۰۴ | EFA                            | فیپرشی-آکادمی منتقدان فیلم اروپا      | علفزار گریان    | برنده |
| ۲۰۰۵ | فجر                            | جایزه ویژه هیئت داوران                | علفزار گریان    | برنده |